# Briercrest
Briercrest is een plaats (village) in de Canadese provincie Saskatchewan en telt 113 inwoners (2001).